# Parabactra arenosa
Parabactra arenosa är en fjärilsart som beskrevs av Edward Meyrick 1909. Parabactra arenosa ingår i släktet Parabactra och familjen vecklare. Inga underarter finns listade i Catalogue of Life.